# Bob Thiele
Bob Thiele (17 de julio de 1922 - 30 de enero de 1996) fue un productor discográfico norteamericano, casado con la cantante Teresa Brewer. 
Montó un show radiofónico de jazz a los 14 años, fue intérprete de clarinete y dirigió una banda en la zona de Nueva York. A los 17 años creó el sello Signature Records, editando discos de muchos grandes del jazz como Lester Young, Erroll Garner y en 1943 Coleman Hawkins. Signature se disolvió en 1948, y Thiele se asoció en 1952 a Decca Records, dirigiendo la subsidiaria Coral Records.
Dirigió Impulse! Records desde 1961 a 1969, después de que Creed Taylor se marchase para dirigir 
Verve Records. Allí grabó a artistas como John Coltrane, Charles Mingus, Dizzy Gillespie, Sonny Rollins, Archie Shepp,y Albert Ayler entre otros. El principal éxito editado por Thiele fue What a Wonderful World, escrito junto a George David Weiss e interpretado por Louis Armstrong.
Cuando Impulse! pasó a integrar el grupo ABC Records Thiele participó en forma frecuente produciendo varios artistas con el sello BluesWay. Entre ellos, los álbumes que significaron el éxito de B.B. King en contra del estilo de moda, incluyendo Lucille (1967), Live and Well (1968), and Completely Well (1969), el mejor vendido de la carrera de King hasta ese momento. También produjo grabaciones con John Lee Hooker y T-Bone Walker.
Posteriormente creó su propio sello discográfico, Flying Dutchman Records, que luego se integró a BMG o Sony BMG. En 1995 publicó sus memorias, tituladas What a Wonderful World.
Algunas de las canciones escritas por Thiele fueron firmadas como George Douglas o Stanley Clayton, ambos seudónimos que creó a partir del nombre de sus tíos Stanley, Clayton, George, y Douglas.

## Discografía
- LP «Do The Love» por Bob Thiele & his New Happy Times Orchestra feat. The Sunflower Singers & Steve Allen (abc records, abc-615).
- Tracks: Do The Love, All You Need Is Love, My Blue Heaven, I Just Don't Know What To Say, Here Comes Sgt. Pepper, Jet Me To Frisco, When Day Is Done, Green, The Sunshine Of Love, Goodnight Sweetheart.